# Erfurter Reichswahlgesetz
Das Gesetz über die Wahlen der Abgeordneten zum Volkshause (Erfurter Reichswahlgesetz, Unionswahlgesetz) vom 26. Mai 1849 regelte die Wahlen zum Erfurter Unionsparlament, die schließlich Ende 1849 / Anfang 1850 stattfanden. Sie waren die einzige, für die das Gesetz angewandt wurde. Vorbild des Gesetzes war das Frankfurter Reichswahlgesetz vom 12. April 1849, doch die Erfurter Variante begünstigte die Reichen außerordentlich. Mit dem Ende der Erfurter Union im Laufe des Jahres 1850 wurde das Gesetz obsolet, während das Frankfurter Gesetz schließlich 1866/1867 als Modell für die Wahlen im Norddeutschen Bund diente.

## Zustandekommen und Inhalt
Noch bevor Preußen die Nationalversammlung im Mai offen bekämpfte, kündigte es an, sich mit den anderen deutschen Staaten auf eine neue Verfassung für ein Deutsches Reich zu einigen. Das Dreikönigsbündnis vom 26. Mai 1849 einigte sich nicht nur auf die Erfurter Unionsverfassung, sondern auch auf ein neues Wahlgesetz (mit dem gleichen amtlichen Titel wie das Vorbild). Beide ähnelten ihren Frankfurter Vorbildern teilweise bis aufs Wort, wurden aber im konservativen Sinne abgeändert.

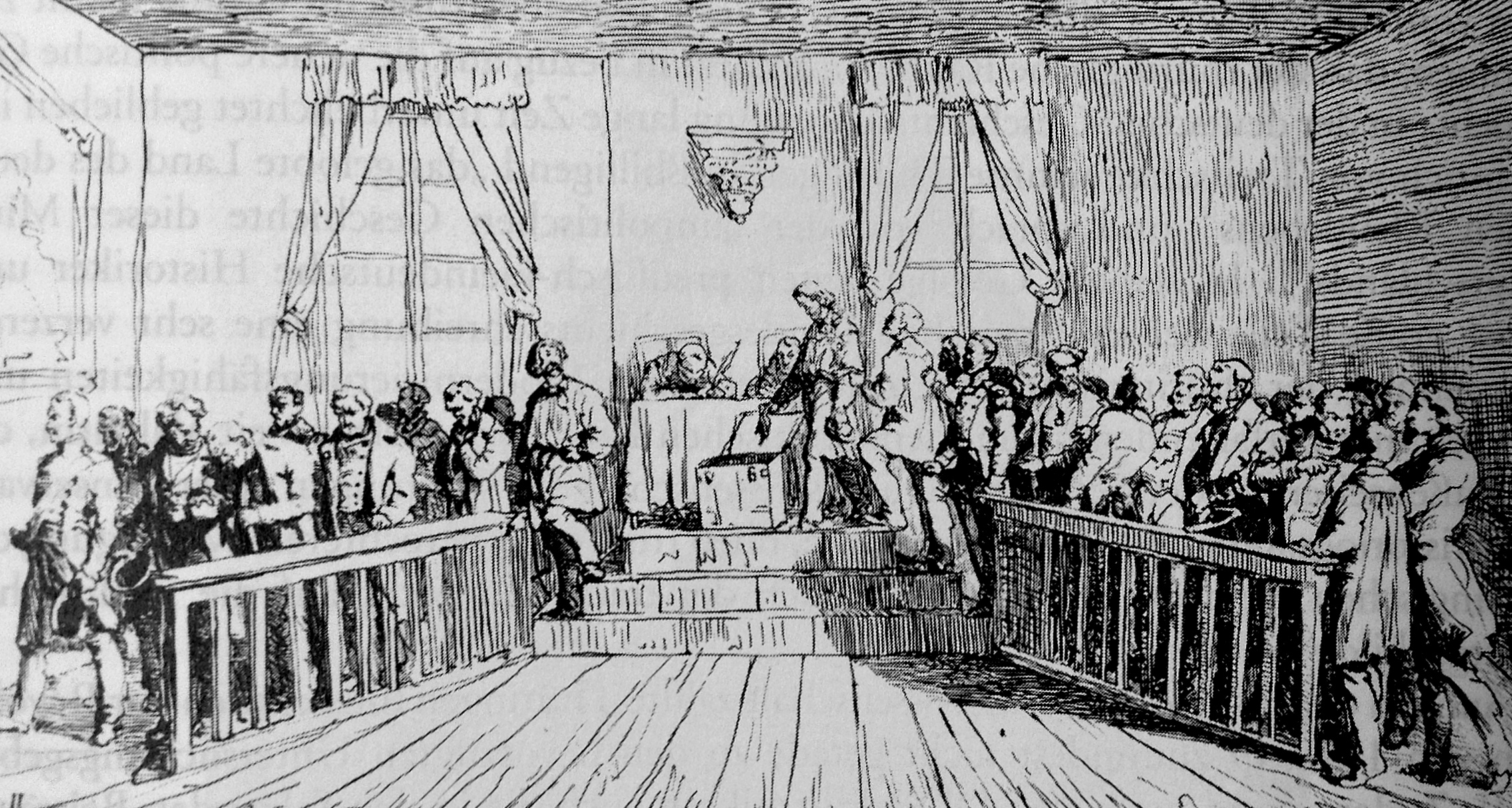
Eine Urwahl im Jahre 1848

Das Wahlrecht basierte auf dem preußischen Dreiklassenwahlrecht, bei dem die Wähler nach ihrem Steuereinkommen in drei Klassen eingeteilt wurden. Die Klassen umfassten unterschiedlich viele Wähler, jede aber entsandte die gleiche Zahl von Abgeordneten. Allerdings war das Erfurter Wahlrecht noch strenger als das preußische: Auf Drängen von Hannover und Sachsen durfte nur wählen, wer eine direkte Staatssteuer zahlte und an den Gemeindewahlen des Wohnorts teilnehmen durfte.
Das Gesetz führte dazu wieder das Kriterium der Selbstständigkeit ein, wie es bereits im Bundeswahlgesetz von 1848 vorkam, allerdings definierte es die Selbstständigkeit, anstatt dies den Einzelstaaten zu überlassen. Außerdem sah das Gesetz die indirekte Wahl über Wahlmänner vor (§ 11). Wie im Frankfurter Vorbild brauchten „Personen, die ein öffentliches Amt bekleiden“, keine Beurlaubung, um Abgeordneter im Volkshaus zu werden, doch bestimmte das Erfurter Gesetz, dass sie „aber die Kosten ihrer amtlichen Stellvertretung zu tragen“ hätten (§ 7). Dadurch wurde das passive Wahlrecht für Beamte empfindlich eingeschränkt.
Der Verwaltungsrat der Union beschloss, dass die Urwahlen am 17. November 1849 stattfinden sollten, also die Wahlen, in denen die wahlberechtigten Bürger die Wahlmänner wählten. Die Wahlmänner wählten am 31. Januar 1850 die eigentlichen Abgeordneten zum Volkshaus; die Mitglieder des Staatenhauses wurden von den Einzelstaaten ernannt bzw. gewählt. Für die rechtlichen Grundlagen und die Organisation der Volkshaus-Wahlen waren die Einzelstaaten verantwortlich, so erließ Preußen am 26. November 1849 eine entsprechende Verordnung, andere beteiligte Staaten beschlossen Gesetze.

## Neue Wahlrechtsdiskussion
Im Gothaer Nachparlament berieten sich am 25. bis 27. Juni 1849 Rechtsliberale, die noch im Vormonat der Nationalversammlung angehört hatten. Das Erfurter Wahlrecht war eine eklatante Abwendung vom Frankfurter Wahlrecht und bevorrechtete die Reichen noch mehr als ein gewöhnliches Zensuswahlrecht. Eine Gruppe um Heinrich von Gagern wollte, dass es nicht noch strenger als das preußische sein sollte. Diese Meinung kam in eine Stellungnahme des Nachparlaments, allgemein aber akzeptierte die Versammlung den Erfurter Verfassungsentwurf und das Wahlgesetz.
Im Erfurter Unionsparlament kam das Wahlrecht am 25. März 1850 wieder auf die Tagesordnung: Das Staatenhaus des Reichstags beschloss für die Verfassung, dass die Wahlgesetze der Einzelstaaten sich an die Vorgaben des Reichswahlgesetzes halten müssten. Damit sollte nicht exakt dasselbe Dreiklassenwahlrecht vorgeschrieben werden, doch überall sollte das Wahlrecht eingeschränkt und ungleich sein. Der preußische Hochkonservative Otto von Manteuffel begründete dies damit, dass demokratische Brandherde in den Einzelstaaten nicht geduldet werden könnten. Die liberale Gegenseite befürchtete, dass die Erfurter Union, ähnlich wie der Deutsche Bund, zur Trägerin der Reaktion werde. Die Mittelschichten könnten sich dann aus Verbitterung mit den Unterschichten verbünden.
Nachdem der Verfassungsausschuss sich dem Staatenhaus angeschlossen hatte, kam es im Plenum des Volkshauses zu einem Kompromiss. Die Reichsgesetzgebung sollte später Bestimmungen darüber treffen dürfen, wie das Wahlrecht in den Einzelstaaten aussehen soll. Wegen der Vormachtstellung Preußens hätte das wahrscheinlich bedeutet, dass das Dreiklassenwahlrecht überall durchgesetzt worden wäre.

## Belege
1. ↑  Manfred Botzenhart: Deutscher Parlamentarismus in der Revolutionszeit 1848–1850. Droste, Düsseldorf 1977, S. 719/720.
2. ↑  Jochen Lengemann: Das Deutsche Parlament von 1850. Wahlen, Abgeordnete, Fraktionen, Präsidenten, Abstimmungen. In: Gunther Mai (Hrsg.):  Die Erfurter Union und das Erfurter Unionsparlament. Böhlau, Köln / Weimar / Wien 2000, S. 307–340, hier S. 308.
3. ↑  Manfred Botzenhart: Deutscher Parlamentarismus in der Revolutionszeit 1848–1850. Droste, Düsseldorf 1977, S. 722.
4. ↑  Manfred Botzenhart: Deutscher Parlamentarismus in der Revolutionszeit 1848–1850. Droste, Düsseldorf 1977, S. 773.
5. ↑  Manfred Botzenhart: Deutscher Parlamentarismus in der Revolutionszeit 1848–1850. Droste, Düsseldorf 1977, S. 774.